# Allocosa pugnatrix
Allocosa pugnatrix är en spindelart som först beskrevs av Eugen von Keyserling 1877.  Allocosa pugnatrix ingår i släktet Allocosa och familjen vargspindlar. Inga underarter finns listade i Catalogue of Life.